# Studia Troica
Studia Troica es una revista de periodicidad anual dedicada al arte y cultura clásicos, arqueología clásica y ciencias afines, publicada por la Universidad de Tübingen y la Universidad de Cincinnati. El objeto principal de la revista es la publicación de informes relacionados con la excavación arqueológica de Troya. La revista se publica en alemán e inglés. 